# قصف تل أبيب الصاروخي 2019
هو هجوم صاروخي وقع يوم 14 مارس 2019 ، عندما تم إطلاق صاروخين من قطاع غزة باتجاه تل أبيب . يعد هذا أول هجوم صاروخي على تل أبيب في الصراع الإسرائيلي الفلسطيني منذ حرب غزة عام 2014 .

## الهجوم
في 14 مارس 2019 ، تم إطلاق صاروخين بعيدي المدى من قطاع غزة باتجاه تل أبيب . وانطلقت صفارات الإنذار وتم تنشيط نظام الدفاع الصاروخي، القبة الحديدة ، لاعتراض الصواريخ. أفاد الجيش الإسرائيلي أنه تم اعتراض أحد الصواريخ. لم يتم الإبلاغ عن وقوع إصابات أو أضرار في الممتلكات.

## رد الفعل
بعد ساعات قليلة من الغارة، أعلنت إسرائيل شن غارات مضادة في قطاع غزة. ركز الجيش الإسرائيلي على بلدة خان يونس الواقعة على 15 ميل (24 كـم) جنوب مدينة غزة .